# Evacanthus grandipes
Evacanthus grandipes är en insektsart som beskrevs av Hamilton 1983. Evacanthus grandipes ingår i släktet Evacanthus och familjen dvärgstritar. Inga underarter finns listade i Catalogue of Life.